# Novoselivka, Cernihiv
Novoselivka (în ucraineană Новоселівка) este localitatea de reședință a comunei Novoselivka din raionul Cernihiv, regiunea Cernihiv, Ucraina.

## Demografie
Componența lingvistică a localității Novoselivka
     Ucraineană (91,51%)
     Rusă (7,83%)
     Alte limbi (0,26%)
Conform recensământului din 2001, majoritatea populației localității Novoselivka era vorbitoare de ucraineană (91,51%), existând în minoritate și vorbitori de rusă (7,83%).